# Camp de Zaatari
Le camp de Zaatari (en arabe : مخيم الزعتري) est un camp de réfugiés situé en Jordanie à l'est de Mafraq, composé de réfugiés syriens fuyant la guerre civile syrienne. Ouvert en août 2012, il accueille, en juillet 2013, jusqu'à 200 000 réfugiés, « ce qui en fait la cinquième plus importante ville de Jordanie par sa population ».
En 2015, il s'agit du deuxième plus grand camp au monde, le premier étant situé au Kenya À l'origine, le camp se voulait temporaire mais il est devenu permanent.
Il accueille actuellement plus de 80 000 réfugiés de la guerre civile syrienne,
Le camp se compose de 12 districts indépendants, chacun doté de son propre système d'organisation. L'administration des districts est confiée à différentes ONG humanitaires internationales et l'ensemble est placé sous l'autorité des Nations-Unies. Grâce à cette organisation en secteurs et blocs, les ONG sur place assurent savoir où s'est implantée chaque famille de réfugiés. Les habitants de chaque secteur ont des représentants élus. Des groupes de travail sont chargés de distribuer les ressources, comme l'eau et l'électricité.
Chaque semaine, 80 enfants naissent à Zaatari, en moyenne. Cette génération d'enfants n'est jamais sortie du camp.
Des containers sont utilisés comme logements de fortune. Certains containers sont peints par des artistes réfugiés, dans l'optique d'humaniser le camp de Zaatari mais aussi de lutter contre l'oubli. Les fresques représentent notamment la Syrie, ses villes et paysages ou encore les anciennes maisons des réfugiés, avant qu'elles n'aient été détruites par la guerre. Les containers servent également à exercer une activité professionnelle. Par exemple, un container peut contenir un salon de coiffure ou un atelier d'artistes.
En 2017, le camp de Zaatari compte 29 écoles. L'enseignement suit les programmes scolaires jordaniens. 15 000 jeunes se trouvent dans le camp et 20% d'entre eux ont moins de 5 ans.
En 2017, le camp de Zaatari compte 4 maternités. Dans la plus grande des cliniques, on recense 17 médecins et sages-femmes. Lorsqu'un bébé naît dans le camp, on lui établit un certificat de naissance jordanien provisoire, afin qu'il ne soit pas apatride.
En août 2017, l’Organisation internationale du Travail (OIT) et l’Agence des Nations Unies pour les réfugiés (HCR) inaugurent à Zaatari le premier centre pour l’emploi à l’intérieur d’un camp de réfugiés syriens en Jordanie.
Depuis août 2017, une sorte de "bourse à l'emploi" permet à des entreprises jordaniennes de venir recruter de la main-d'œuvre à Zaatari.

## Cinéma
Le camp de Zaatari figure dans le film L'Apparition, de Xavier Giannoli. À la suite du tournage, des membres de l'équipe du film ont décidé de fonder l'association Lumière à Zaatari, destinée à créer, à terme, une salle de cinéma, au sein du camp.